# یواس‌سی‌جی‌سی اینگهام (دبلیواچ‌ئی‌سی-۳۵)
یواس‌سی‌جی‌سی اینگهام (دبلیواچ‌ئی‌سی-۳۵) (به انگلیسی: USCGC Ingham (WHEC-35)) یک کشتی است که طول آن ۳۲۷ فوت (۱۰۰ متر) می‌باشد. این کشتی در سال ۱۹۳۶ ساخته شد.